# Enūma eliš

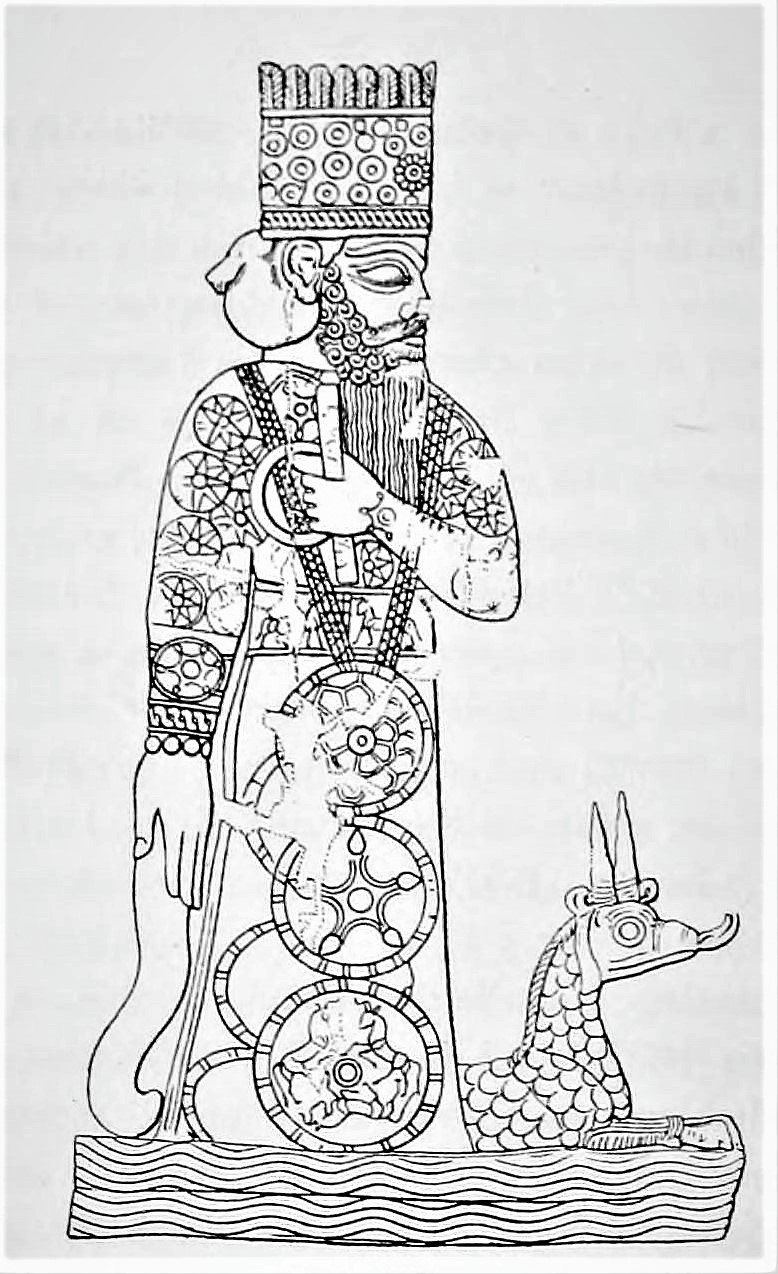
Le dieu Mardouk.

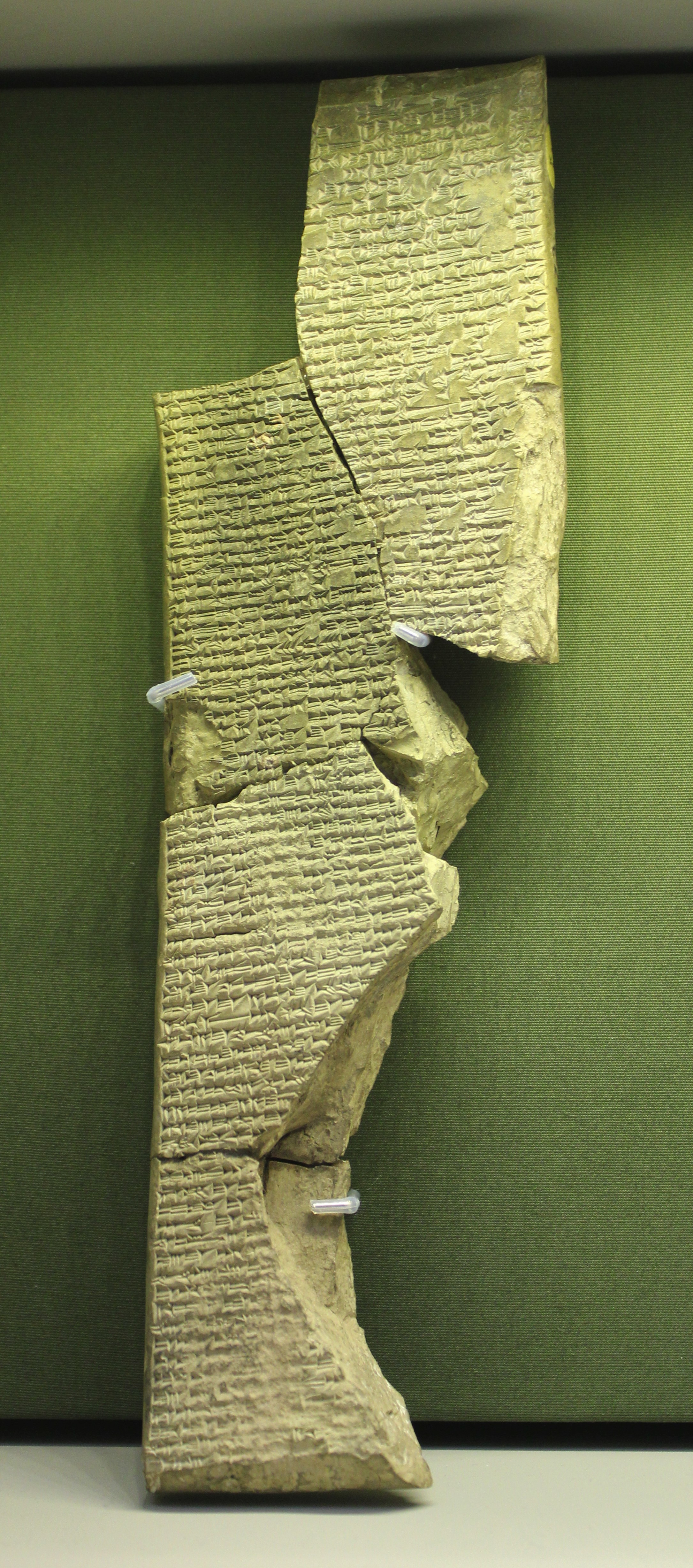
Fragment de tablette d’Enūma eliš, provenant de la « Bibliothèque d'Assurbanipal » de Ninive, British Museum.

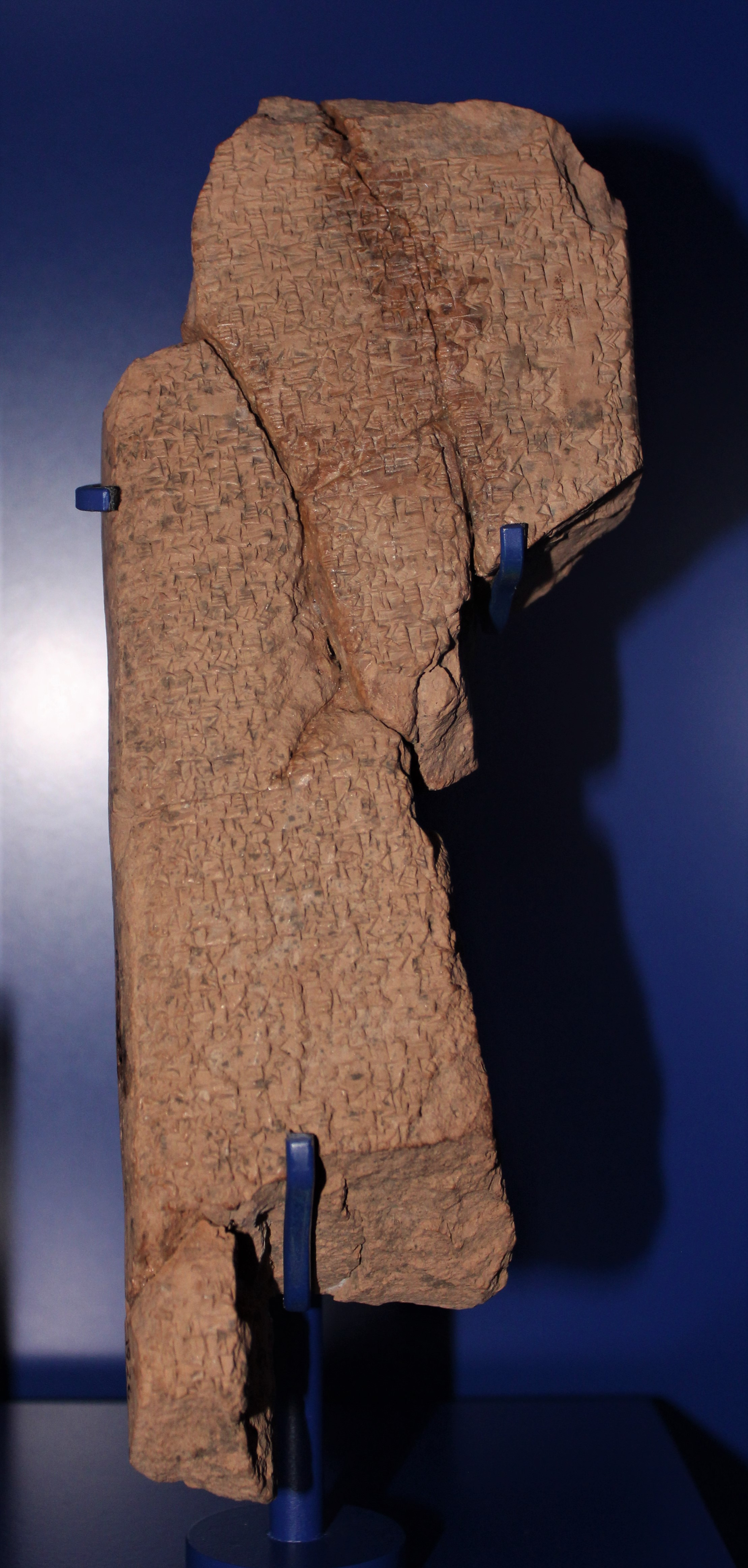
Fragment de tablette d’Enūma eliš, provenant de Kish, v. -700 Ashmolean Museum.

Enūma eliš (aussi orthographié Enuma Elish), ou « Épopée de la Création », est un texte de la mythologie mésopotamienne rédigé en babylonien standard provenant du royaume de Babylone. Son titre signifie littéralement « Lorsqu'en haut/Lorsque là-haut » en babylonien, selon ses premiers mots (incipit). Le texte célèbre la gloire du dieu Marduk et raconte son ascension au statut de roi du panthéon mésopotamien.
Au total, il s'agit d'une œuvre longue d'environ 1 100 lignes réparties sur sept tablettes d'argile inscrites en écriture cunéiforme. Le texte fut redécouvert au XIXe siècle sous forme de fragments dans les ruines de la Bibliothèque d'Assurbanipal à Ninive, ville proche de l'actuelle Mossoul, en Irak. D'autres manuscrits ont été mis au jour depuis, permettant la reconstitution quasi complète du texte. 
Le récit débute aux origines des dieux, engendrés par le couple primordial constitué d'Apsû et de Tiamat, respectivement les eaux douces des profondeurs et les eaux salées des mers. Leur progéniture devenant de plus en plus bruyante et perturbatrice, Apsû décide de les anéantir. Mais il est vaincu et tué par l'un de ses descendants, le dieu sage Ea, qui s'approprie son domaine et donne naissance au dieu Marduk, appelé à être le plus grand de tous les dieux. Tiamat entre à son tour en guerre contre ses descendants, par vengeance et aussi parce qu'ils lui causent trop de troubles. Elle constitue une armée de monstres. Les dieux étant incapables de lui faire face, ils font appel à Marduk, le seul en mesure de vaincre leur ennemi. Celui-ci accepte en échange du statut de roi des dieux, qui lui est accordé. Il tue Tiamat et soumet son armée, ce qui lui permet d'être confirmé au rang de dieu suprême. Il crée alors le Ciel et la Terre à partir de la dépouille de Tiamat, organise les astres et le découpage du temps, répartit les fonctions des dieux qui sont désormais à ses ordres, demande à son père Ea de créer l'humanité pour qu'elle travaille à la place des dieux, puis décide d'établir au centre du Monde la cité de Babylone, que construisent pour lui les autres dieux. Lors des célébrations qui ont lieu au moment de son intronisation dans son temple de Babylone, il reçoit cinquante noms qui évoquent ses nombreux pouvoirs et ses qualités.
La date de composition du texte est incertaine, l'opinion majoritaire la situant vers la fin du XIIe siècle av. J.-C., au cours du règne de Nabuchodonosor Ier ou peu après. Les versions qui nous sont parvenues sont plus récentes. La cohérence du récit et son style érudit font qu'il est généralement considéré comme l’œuvre d'un seul auteur, qui a compilé différents éléments repris de divers mythes et autres textes savants pour produire un récit unifié, usant aussi de jeux lexicaux et de commentaires étymologiques. C'est donc un récit complexe qui intègre des éléments de mythes de souveraineté, de succession, de création et de combat, qui admet divers niveaux de lecture, au-delà de son but idéologique principal qui est de glorifier Marduk, et à travers lui Babylone. Il est devenu au Ier millénaire av. J.-C. l'un des plus importants textes de la tradition savante et religieuse mésopotamienne, copié de nombreuses fois et récité lors de rituels, notamment la fête du Nouvel An de Babylone. Il a été transmis et gardé en mémoire plusieurs siècles après la chute du royaume de Babylone, ses dernières traces se prolongeant jusqu'au Ve siècle de notre ère dans les écrits du philosophe néo-platonicien Damascios.

## Sources et reconstitution

### Redécouverte
Les premières tablettes cunéiformes contenant des copies d’Enūma eliš redécouvertes à l'époque moderne proviennent des bibliothèques savantes de Ninive (la soi-disant « Bibliothèque d'Assurbanipal »), entre 1848 et 1876. D'autres fragments importants sont dégagés lors des fouilles du site d'Assur entre 1904 et 1914, de Kish en 1924-25 et d'Uruk en 1928-29. Les autres fragments majeurs sont dégagés par des fouilleurs clandestins dans ces mêmes années, et achetés par des institutions occidentales sur le marché des antiquités. La première traduction d'une partie du récit est faite en 1875 par George Smith dans The Chaldean Account of Genesis (« La description chaldéenne de la Genèse »), aux côtés d'autres textes mythologiques et épiques mésopotamiens tels que l’Epopée de Gilgamesh. Les principales traductions, accompagnés de commentaires, sont ensuite faites par Peter Jensen (Die Kosmologie der Babylonier, 1890, et Assyrisch-babylonische Mythen und Epen, 1900), Friedrich Delitzsch (Das babylonische Weltschöpfungsepos, 1896) et L. W. King (The Seven Tablets of Creation, 1902). En français, René Labat donne une traduction du texte en 1935 sous le nom de Poème babylonien de la création.

### Manuscrits
Le texte d’Enūma eliš est actuellement connu, selon les données de W. Lambert (2013), par 181 tablettes d'argile en écriture cunéiforme (en sachant que le récit intégral s'étale sur sept tablettes), inscrites sur une colonne sur leurs deux faces, conservées dans un état plus ou moins fragmentaire. Elles peuvent être divisées en deux groupes en fonction de la graphie de l'écriture employée, qui dessine deux zones géographiques : 86 tablettes de style assyrien, plus de la moitié (46) provenant du seul site de Ninive ; 95 tablettes de style babylonien, quasiment toutes provenant de fouilles clandestines et donc dont l'origine géographique exacte est inconnue. Ces tablettes sont toutes des copies du Ier millénaire av. J.-C., les plus anciennes, provenant d'Assur, étant datables par leur graphie de la première moitié du IXe siècle av. J.-C.. Les plus récentes proviennent de la Babylonie tardive, des époques séleucide et parthe (donc les trois derniers siècles avant notre ère). Elle permettent une reconstitution quasiment continue du récit, les principales lacunes se situant au niveau de la cinquième tablette.
Le contenu des différents manuscrits est pour l'essentiel similaire, le texte n'ayant pas connu de révision ayant affecté la trame du récit, les seules modifications étant rares et marginales, notamment la poignée de tablettes assyriennes dans lesquelles le nom de Marduk est remplacé par celui d'Assur,. Néanmoins, étant donné la variété et l'étendue des lieux et des époques de rédaction de ces manuscrits, les différentes copies du texte présentent diverses variations qui relèvent avant tout des différences dans la forme des mots (grammaire et orthographe), voire des erreurs de copie faites par les scribes, car un certain nombre de copies sont issues d'exercices d'entraînement d'apprentis scribes. Il y a en revanche peu de variations sur les mots et expressions employés et l'ordre dans lequel ils le sont.

### Citations, allusions et commentaires
En dehors des manuscrits, il y a peu de citations ou d'allusions avérées au texte dans la documentation mésopotamienne. Les plus connues sont celles des textes du rituel akitu de Babylone, la fête du Nouvel An, durant laquelle le récit est déclamé en public ; elles datent de l'époque hellénistique (IIIe – IIe siècle av. J.-C.).
Les autres citations notables se trouvent dans des commentaires d’Enūma eliš élaborés par des lettrés et mis au jour en Assyrie et en Babylonie, qui reprennent des passages du texte et y ajoutent des explications étymologiques/exégétiques.

## Histoire textuelle

### Date de composition
Les plus anciens manuscrits, datés uniquement à partir de la paléographie, remontent au moins aux alentours de 900 av. J.-C., si ce n'est au XIe ou Xe siècle av. J.-C. (c'est discuté), il faut considérer qu’Enūma eliš a été composé avant ces copies. Faute d'être en mesure de déterminer de manière certaine quand le texte a été composé, plusieurs propositions ont été émises,. 
Une datation vers le règne de Hammurabi, au XVIIIe siècle av. J.-C., a longtemps été majoritaire, notamment parce que cette période représentait le premier essor politique de Babylone (première dynastie de Babylone) et justifierait la tentative d'élever son dieu Marduk au rang suprême. Elle a été contestée et a désormais peu de défenseurs, parmi lesquels S. Dalley.  
Un article fondamental de W. Lambert publié en 1964 a réuni un ensemble d'indices plaidant pour une composition vers la fin du IIe millénaire av. J.-C., plus précisément sous le règne de Nabuchodonosor Ier (v. 1125-1104) ou peu après, après une victoire militaire contre l'Élam permettant le retour de la statue du dieu Marduk à Babylone et dans son temple, d'où elle avait été enlevée en 1155 av. J.-C. Vers la même époque auraient été composées d'autres œuvres glorifiant Marduk et le statut religieux de Babylone, comme la Prophétie de Marduk, ce qui inscrirait la composition d’Enūma eliš dans un contexte idéologique précis et bien identifié,. À tout le moins, la date de composition d’Enūma eliš est généralement située dans la seconde moitié du IIe millénaire av. J.-C., voire plus précisément son dernier tiers/quart, qui correspond dans la chronologie mésopotamienne à la seconde partie de la période dite « médio-babylonienne », donc entre la dernière partie de la dynastie kassite (qui s'étend d'environ 1595 à 1155 av. J.-C.) et la seconde dynastie d'Isin (v. 1154-1027 av. J.-C.),,,.
D'autres proposent une date plus tardive : pour T. Abusch, le texte aurait été composé au début du Ier millénaire av. J.-C. en réponse aux difficultés qui frappent alors la Babylonie.

### Auteur(s) et éditions
Le fait que le récit soit cohérent dans sa construction, son contenu et son message fait qu'il est généralement considéré comme une œuvre créée à un seul moment, par un groupe de lettrés voire un seul auteur. Ainsi selon W. Lambert : « on ne sait rien de l'auteur de l'œuvre, ni de sa date de composition, bien que son caractère littéraire et sa détermination idéologique la caractérisent comme le produit d'un auteur unique à un moment donné, en utilisant bien sûr tout ce qu'il voulait parmi les sources mythologiques existantes. » Dans le même sens mais avec d'autres arguments, selon B. Foster : « une prédilection pour certains types de mots et de constructions, ainsi que le schéma global du poème, suggèrent l'œuvre d'un auteur unique. » Cet auteur, anonyme comme c'est généralement le cas dans la littérature mésopotamienne, serait alors selon toute vraisemblance un érudit babylonien, prêtre du temple de Marduk.
Dans cette approche, il est généralement admis que le texte n'a pas connu de révision importante, donc que sa version initiale n'a pas connu de modification significative. Comme évoqué plus haut, cela s'appuie sur le fait que les manuscrits connus ne présentent pas de différences modifiant l'organisation et le sens du récit. Quelques manuscrits assyriens présentent bien la tentative de substituer le dieu national local Assur à Marduk, mais cela ne modifie pas le reste du texte, et cette tentative n'a manifestement pas rencontré le succès, même dans le milieu lettré assyrien. Hormis cela, quelques autres manuscrits montrent des omissions de lignes à certains passages, parfois des ajouts et variations, mais c'est rare.
D'autres en revanche considèrent qu'il s'agit d'une œuvre composite et donc collective, produit d'une histoire complexe, ayant connu plusieurs éditions (non attestées en l'état actuel des connaissances) sur une période de plusieurs siècles, avant d'aboutir à l'état final. C'est le cas de S. Dalley, qui fait remonter la première mouture du texte à la fin du règne de Hammurabi, sans exclure une édition importante sous Nabuchodonosor Ier.

## Résumé
Les manuscrits d'Enūma eliš indiquent que l’œuvre intégrale comprend environ 1 100 lignes. L'essentiel du récit est reconstitué, mais pas l'intégralité, car les manuscrits sont fragmentaires, les principales lacunes se situant sur la cinquième tablette.

### Tablette I
Lorsque Là-haut le ciel n’était pas encore nommé,

Et qu’Ici-bas la terre-ferme n’était pas appelée d’un nom,

Seuls Apsû-le-premier, leur progéniteur,

Et Mère (?) -Tiamat, leur génitrice à tous,

Mélangeaient ensemble leurs eaux :

Ni bancs-de-roseaux n'y étaient encore agglomérés ni cannaies n’y étaient discernables.

Et alors que des dieux nul n’était encore apparu,

Qu’ils n’étaient ni appelés de noms ni lotis de destins,

En (Apsû-Tiamat) des dieux furent produits : 

Lahmu et Lahamu apparurent et furent appelés de noms.
— Enūma eliš, premiers vers, traduction de J. Bottéro.
La première tablette débute par un récit des origines : deux divinités primordiales, Apsû représentant les eaux douces et Tiamat représentant les eaux marines salées, s'unissent pour donner naissance à une première génération de dieux, le couple Lahmu-Lahamu, qui engendrent à leur tour la paire Anshar-Kishar, le Ciel et la Terre, puis Anshar engendre une autre divinité céleste, Anu, laquelle donne ensuite naissance au dieu Nudimmud (plus connu sous le nom d'Ea), aux qualités supérieures à celles des autres dieux.
Les divinités forment alors un groupe turbulent, qui s'agite et perturbe leurs ancêtres Tiamat et Apsû. Si la première choisit d'être indulgente, le second est partisan d'une solution plus radicale : éliminer sa descendance. S'ensuit une discussion entre celui-ci, appuyé par son second Mummu, et Tiamat, qui restent en désaccord. Apsû choisit d'aller anéantir les dieux avec l'aide de Mummu, mais Ea prépare un stratagème pour le vaincre : il prépare et exécute un sort qui les fait s'endormir, les dépouille et les attache, puis tue Apsû. Avec ses dépouilles il crée le domaine des eaux souterraines qui porte le nom Apsû, où il s'établit avec son épouse Damkina.
C'est dans ce domaine que le couple donne naissance au dieu Marduk, dont les dieux devinent rapidement la nature exceptionnelle : il est plus fort, plus grand, surpassant tous les autres par ses qualités. Séduit par le jeune dieu, Anu lui offre les quatre vents pour qu'il joue avec. Il crée alors une tornade qui crée une agitation et trouble la quiétude de Tiamat.
Un groupe de dieux, furieux devant les troubles créés par les vents, vont à la rencontre de Tiamat afin qu'elle passe à l'action : ils ne manquent pas de lui rappeler le meurtre d'Apsû et la capture de Mummu, ainsi que les problèmes présents. Cette fois-ci, elle acquiesce et prépare la guerre contre les autres divinités. Elle donne naissance à des monstres terrifiants qu'elle arme : serpents, dragons, hommes-lions, hommes-taureaux, hommes-scorpions, des démons, etc. Parmi eux, elle choisit Qingu pour en faire le chef de son armée et son époux. Elle lui promet qu'il sera le roi des dieux, en lui confiant les Tablettes des destinées, qui donnent à celui qui les détient des pouvoirs d'autorité suprême.

### Tablette II
Ea est informé de l'imminence de l'attaque de l'armée de Tiamat. Il ne tarde par à réaliser qu'elle présente une menace bien plus importante qu'Apsû, et informe Anshar, dans une répétition du passage de la Tablette I sur la levée de l'armée. Anshar, effrayé, rejette la faute sur Ea, le blâmant pour la mort d'Apsû, qui est une cause de la réplique de Tiamat. Celui-ci le ramène au calme en lui expliquant que le meurtre d'Apsû était nécessaire en raison de la menace qu'il présentait pour les dieux. Anshar lui ordonne alors de tuer Tiamat à son tour, et Ea se rend au devant des armées de celle-ci, seulement pour rebrousser chemin devant l'horreur qu'elles lui inspirent. Anshar envoie ensuite Anu pour combattre Tiamat, mais le résultat est le même : il fuit, pris de terreur devant l'armée monstrueuse. Tous les dieux assemblés sont alors silencieux, incapables de savoir comment résister aux troupes de Tiamat.
En secret, Ea convoque son fils Marduk pour lui annoncer que son heure est venue : il lui dit de se présenter devant Anshar afin de l'apaiser, sans lui en dire plus. À la vue du puissant et vaillant Marduk, Anshar et les dieux de l'ancienne génération retrouvent la joie. Marduk dit à Anshar qu'il va combattre et défaire Tiamat. En échange, il demande que lui soient donnés les plein pouvoirs :
Seigneur des dieux, qui arrêtes le destin des Grands-dieux,

Si moi je dois vous venger :

Terrasser Tiamat pour vous sauver,

Tenez conseil et proclamez-moi un destin transcendant ! 

En la Salle-aux-délibérations, siégez allègrement ensemble 

Et faites que, d’un mot, en votre lieu-et-place, j’arrête les destins : 

Que rien ne soit changé de ce que moi, j’agencerai, 

Et que tout ordre proféré par mes lèvres demeure irréversible, irrévocable !
— Enūma eliš, fin de la tablette II, traduction de J. Bottéro.

### Tablette III
Anshar convoque alors son page Kakka afin qu'il prévienne de la menace et invite ses parents Lahmu et Lahamu ainsi que tous les autres dieux, et que soit organisé un banquet au cours duquel Marduk sera proclamé souverain des dieux. Le discours prononcé à deux reprises dans cette tablette, une fois par Anshar lorsqu'il dicte son message à Kakka, et une seconde fois par Kakka lorsqu'il transmet le message à Lahmu et Lahamu, reprend en bonne partie la description de l'armée de Tiamat de la première tablette, déjà reprise dans la deuxième, ainsi que d'autres passages précédents. Après avoir entendu cela, Lahmu et Lahamu ainsi que les autres dieux pleurent et déplorent la décision de Tiamat de les attaquer, puis rejoignent la demeure d'Anshar où ils banquettent dans l'allégresse et l'insouciance, maintenant qu'ils savent que Marduk va les sauver.

### Tablette IV
Les dieux dressent un podium à Marduk pour qu'il puisse prendre sa position de roi, célèbrent dans une longue louange sa grandeur et son destin fabuleux, lui octroyant les insignes de la royauté (sceptre, trône et bâton royal) et des armes pour le combat à venir. Marduk s'équipe d'un arc, de flèches et d'une masse d'armes, prépare le filet dans lequel il capturera Tiamat, rassemble les Quatre Vents et monte sur son char pour partir à l'assaut de ses adversaires, accompagné par les autres dieux.
La bataille contre Tiamat et ses armées occupe la position médiane du récit. Au début, Marduk et les dieux qui l'accompagnent sont en proie au doute, Tiamat leur envoyant apparemment un sort qui doit faire douter Marduk de la loyauté des autres dieux. Mais celui-ci lui répond par un discours qu'il n'en est rien : il l'accuse d'être animée de mauvaises intentions, coupable d'avoir fait de Qingu le roi des dieux à la place d'Anshar, et la défie de venir le combattre. Tiamat entre alors dans une rage folle et le combat s'engage. Marduk en sort vainqueur : 
S’étant donc abordés, Tiamat et Marduk, le Sage des dieux,

S’emmêlèrent, à l'empoignade, et se joignirent, au corps-à-corps !

Mais le Seigneur (Marduk), ayant déployé son filet, l’en enveloppa,

Puis lâcha contre elle Vent-mauvais, qui tenait ses arrières.

Et lorsque Tiamat eut ouvert sa bouche, pour l’avaler,

Il y engouffra Vent-mauvais pour l'empêcher-de-refermer ses lèvres, 

Tous les Vents, en furie, lui remplirent alors la panse,

Si bien que son corps fut gonflé, sa gueule large-ouverte.

Alors il lança sa Flèche et lui déchira la panse,

Il lui trancha le corps par le milieu et lui ouvrit le ventre.
— Enūma eliš, tablette IV, traduction de J. Bottéro.
Après avoir tué Tiamat, Marduk obtient la reddition des dieux alliés de Tiamat, détruit leurs armes, capture les monstres et Qingu. Il lui prend les Tablettes des destinées, qu'il scelle de son sceau et fixe à sa poitrine.
Son triomphe étant complet, Marduk procède à la création et à l'organisation du Monde, à partir du cadavre de Tiamat. Il écrase son crâne avec sa massue, disperse son sang aux quatre vents, puis coupe son corps en deux parties. La première lui sert à créer les Cieux, où il érige une demeure, l’Ešarra (« Maison de l'Univers » en sumérien), contrepartie céleste de l'Apsû créé par son père Ea au début du récit.

### Tablette V
Marduk poursuit son organisation du Ciel, en déterminant l'organisation des astres et, en lien avec cela, en fixant la durée de l'année de douze mois ayant chacun trois astres associés, en accord avec des textes astronomiques babyloniens. Il crée sa propre étoile, Nibiru, et lui donne la position centrale, celle autour de laquelle s'organisent les mouvements des autres. Il crée la Lune, lui confie le ciel nocturne et la tâche de marquer par ses changements d'aspect le début et d'autres moments-clés de chaque mois. S'ensuivent, dans des passages mal conservés, des dispositions similaires pour le Soleil et des phénomènes météorologiques tels que les vents, les pluies et le brouillard. Il pose ensuite la tête de Tiamat, érige une montagne dessus, et à partir de ses yeux il fait couler les deux fleuves de Mésopotamie, le Tigre et l'Euphrate. Les mamelles de Tiamat forment des montagnes, puis sa queue et une autre partie de son corps servent à supporter et relier les différentes parties de l'Univers que sont le Ciel, la Terre et l'Abîme/Apsû.
Marduk distribue ensuite les trophées de guerre, à Ea et à Anu, puis il désarme et immobilise les monstres de Tiamat et en fait des images qui seront disposées à la Porte de l'Apsû, dans son temple. Alors les grands dieux le célèbrent et lui rendent hommage, disant « Voici le Roi ! ». Marduk se nettoie/purifie, revêt ses insignes, avant d'être à nouveau acclamé comme leur souverain par les autres dieux, qui lui prêtent formellement allégeance :
Lorsqu’ils eurent, de la sorte, conféré la Royauté à Marduk,

Ils prononcèrent également pour lui la Formule de Bonheur et de Réussite :

« À dater de ce jour, sois le Curateur de nos Lieux-de-culte ! 

Tout ce que tu ordonneras, nous l’exécuterons ! »
— Enūma eliš, tablette V, traduction de J. Bottéro.
Marduk leur annonce alors son projet de créer sur Terre une contrepartie de l'Apsû de l'Abîme et de l'Esharra du Ciel : Babylone. Elle sera le lieu de réunion des grands dieux, qui pourront s'y reposer et y tiendront des célébrations. Ils approuvent.

### Tablette VI
Marduk a alors l'idée de créer l'Homme, un être qui pourra travailler et ainsi permettre aux dieux de se reposer. Il présente l'idée à son père Ea, qui donne la marche à suivre : immoler un dieu pour qu'il puisse fabriquer le nouvel être. Marduk convoque l'assemblée des dieux pour lui demander qui doit être châtié parmi ceux qui ont aidé Tiamat. Ils désignent Qingu, le chef de ses troupes. Il est alors amené attaché devant Ea, exécuté et son sang sert au père de Marduk à façonner l'humanité.
Ensuite Marduk répartit les rôles des divinités Anunna, avec Anu à leur tête : trois cents sont assignés au Ciel, trois cents aux Enfers. Les dieux s'adressent à Marduk et lui disent qu'ils souhaitent construire sa demeure afin de le remercier de les avoir sauvés. Le roi des dieux se réjouit et leur ordonne de construire Babylone. Ils se mettent à l'ouvrage et érigent en premier l'Esagil, son temple, contrepartie terrestre de l'Apsû et de l'Esharra. Puis ils construisent leurs propres temples. Tous se réunissent ensuite à l'Esagil où ils font une fête, présidée par Marduk. Après avoir accompli les offrandes, chacun commence à occuper la place et fonction que Marduk lui a assignée dans l'Univers afin d'assurer sa bonne marche.
Marduk décide lors du banquet de récompenser l'arc qu'il a utilisé lors du combat, et Anu décide d'en faire une constellation. Ce même dieu érige ensuite le trône de Marduk pour qu'il s'y installe, devant l'assemblée des dieux, qui se prosternent aux pieds de leur nouveau roi, ce qui marque solennellement son investiture en tant que dieu suprême.
Il érigea un Trône-royal qui dépassa ceux des autres dieux 

Et, au milieu de l’Assemblée des dieux, Anu y installa Marduk :

Et les Grands-dieux, unanimes,

Exaltèrent les Destins de Marduk et se prosternèrent devant lui.

Ils formulèrent d’eux-mêmes un serment-exécratoire,

Jurant par l’Eau et l'Huile et la Main à la gorge, 

Ils lui octroyèrent d'exercer la Royauté sur les dieux, 

Le confirmant dans le Pouvoir-absolu sur les dieux du Ciel et de la Terre.
— Enūma eliš, tablette VI, traduction de J. Bottéro.
Anshar donne alors à Marduk le nom supplémentaire d'Asalluhi, qui fait référence à son rôle de dirigeant des dieux et des hommes. Commence alors la liste et les explications des cinquante noms de Marduk, à commencer par son nom de naissance Marduk. Les suivants font notamment référence à son rôle de créateur des humains, d'organisateur du cosmos, de sauveur des dieux, au fait qu'il a épargné les dieux ayant aidé Tiamat et Qingu.

### Tablette VII
La liste et explications des cinquante noms de Marduk se poursuit sur la septième tablette, avec des groupes formés à partir des noms Asaru, Tutu, Shazu, Enbilulu et Sirsir ; plusieurs semblent faire référence au rôle de Marduk en tant que dieu de la végétation. La vingtaine de noms qui suit est tantôt organisée en groupe, tantôt individuellement, en commençant par ceux liés au domaine terrestre puis en terminant par une élévation au domaine céleste, conclue par son aspect astral, Nebiru (terme signifiant « gué », « point de passage », désignant un astre généralement identifié à la planète Jupiter), régulateur des cieux : 
Nebiru : c’est bien lui qui tient les passages Ciel-Terre :

Nul ne passe En-haut ou En-bas sans le solliciter !

Nebiru est son étoile, qui brille au Ciel :

Elle y occupe le Pôle et les dieux l'y admirent,

Disant : « Lui qui, infatigablement, passe-et-repasse au-dedans de Tiamat,

Que Nebiru soit son Nom, puisqu’il en maîtrise l’intérieur ! 

À ce titre, il organise les trajectoires des étoiles au Ciel,

Et il paît, comme brebis, tous les dieux stellaires ! »
— Enūma eliš, tablette VII, traduction de J. Bottéro.
Puis le dieu Enlil proclame son statut de Roi du Monde avec le nom En-kur-kur « Seigneur des Pays », et son père Ea lui octroie son propre nom, ce qui clôt la liste des noms.
Vient ensuite un épilogue consistant d'abord en une célébration des cinquante noms de Marduk et du dieu à travers eux, puis une explication (en partie perdue) de la composition et des finalités du texte.
Telle est la révélation qu’un Ancien, devant qui on l’avait exposée,

Mit et disposa par écrit pour l’enseigner à la postérité! 

[Les prouesses (?)] de Marduk qui créa les dieux Igigi, 

[Qu’on les récite [?)], en prononçant son Nom,

[Et que l'on psalmodie (?)] le chant de Marduk 

[Qui,] après avoir terrassé Tiamat, reçut le Pouvoir-souverain.
— Enūma eliš, épilogue sur la tablette VII, traduction de J. Bottéro.

## Aspects littéraires et érudition

### Langue
Enūma eliš est rédigé en akkadien, une langue sémitique, pour être plus précis en babylonien, dans le dialecte que les spécialistes surnomment « babylonien standard ». Il s'agit de la langue littéraire employée par les lettrés des phases mature et tardive de la littérature mésopotamienne, entre la seconde moitié du IIe millénaire av. J.-C. et le début de notre ère. Il est employé pour rédiger des textes épiques, des hymnes et des prières, des textes rituels, sapientiaux, scientifiques, ainsi que des inscriptions royales. Son usage s'est largement diffusé au-delà de la Mésopotamie. 
Le texte d’Enūma eliš reste néanmoins relativement simple d'accès par rapport à d'autres textes mythologiques. Les signes cunéiformes employés prêtent rarement des difficultés de lecture, l'écriture phonétique étant largement privilégiée par rapport à l'idéographique. Le vocabulaire présente peu d'archaïsmes et de mots rares.

### Versification
Les manuscrits suivent pour la plupart la métrique du poème : chaque ligne correspond à un vers, chacun divisé en deux hémistiches, ce qui permet aux traducteurs de suivre cette disposition,. Les spécialistes admettent que le texte est écrit avec un système de versification/métrique précis, mais ils débattent sur sa nature, notamment quant à savoir s'il est découpé en strophes, et si oui de combien de lignes elles seraient composées. Les rédacteurs des tablettes cunéiformes n'ont pas laissé d'indications évidentes sur ce point. Certains ont proposé un découpage en strophes de deux, quatre ou six lignes. Il n'est pas possible non plus de déterminer le nombre de syllabes compris dans chaque vers, notamment en raison de la présence d'idéogrammes et d'autres obstacles rendant impossible la reconstitution phonétique du texte,.

### Style littéraire et narration
L'aspect littéraire d'Enūma eliš a longtemps été négligé au profit des interprétations religieuses du texte. Il souffre notamment la comparaison à l’Épopée de Gilgamesh, célébrée comme le chef-d’œuvre de la littérature mésopotamienne. La réévaluation des qualités littéraires d’Enūma eliš est récente. 
B. Foster a souligné le fait que le style du texte change au cours du récit, peut-être pour souligner le contraste entre l'ordre divin ancien et le nouveau mis en place par Marduk. La première partie est caractérisée par de longs discours, comprenant des répétitions, notamment dans la tablette III qui comprend des discours répétés et enchâssés les uns dans les autres.  C'est un procédé courant dans la littérature mésopotamienne, mais jamais employé dans de telles proportions. Après la victoire de Marduk, le récit sur l'ordre nouveau se déroule dans un discours continu et rapide, qui comprend peu de répétitions. Il a aussi mis en avant plusieurs originalités qui ressortent d'une analyse proprement littéraire de l’œuvre. Il a remarqué que le langage figuratif est peu présent en comparaison à d'autres textes mythologiques de la même période (notamment l’Épopée d'Erra), ce qui le rapproche des compositions plus anciennes. Une autre originalité du récit par rapport à d'autres textes similaires de combat divin est le fait que l'ennemi, Tiamat, est un personnage féminin, ce qui compte dans sa caractérisation et dans la manière dont les autres personnages (ainsi que le lectorat/auditoire) la perçoivent. Il est ainsi répété plusieurs fois qu'en tant que femme, elle ne peut être aussi forte qu'un homme, ce qui présage sa défaite face à Marduk. Le fait que ce dernier demande et se voit offrir la souveraineté avant même d'avoir vaincu le péril est également original, puisque dans ce type de récit la royauté est une récompense octroyée après la victoire. Plus généralement, Enūma eliš est pensé par son auteur comme une œuvre à portée universelle, commençant dans les temps primordiaux, intégrant les techniques littéraires et empruntant à la littérature de son temps pour construire sa trame narrative. Le succès durable que ce récit a rencontré est un signe de sa capacité à séduire son lectorat/auditoire.

### Inspirations et emprunts littéraires
En tant que texte littéraire, un des aspects les plus remarquables d’Enūma eliš est le fait qu'il comprend de nombreux emprunts à divers textes et genres de la littérature mésopotamienne. Selon A. Seri : « Enuma elis comprend des allusions à une variété de genres et de motifs traditionnels ainsi qu'à des conventions littéraires. Ceux-ci englobent les mythes étiologiques, les récits épiques, la phraséologie de la littérature des présages, les inscriptions royales, les hymnes, les prières, les sujets cosmologiques, les dispositifs littéraires de listes lexicales, les listes de dieux et les généalogies putatives. » Cela renvoie à la notion d'intertextualité et à des pratiques connues dans d'autres textes mésopotamiens. Elles se décèlent en premier au niveau des expressions et formules employées, qui s'inspirent de la phraséologie des inscriptions royales et des textes rituels. Certaines phrases sont reprises directement, notamment depuis Atrahasis. Un passage de la tablette V sur l'organisation des astres a une formulation qui semble inspirée du texte astrologique-astronomique Enūma Anu Enlil. La liste des noms de Marduk reprend la structure de listes de divinités. La structure générale du texte rappelle également celle d’œuvres maîtresses de la littérature mésopotamienne qui ont pu servir d'inspiration, le mythe d'Anzû et l’Épopée de Gilgamesh. Enūma eliš est donc une démonstration d'érudition, produit par un ou des auteur(s) appartenant au milieu savant mésopotamien, qui mobilisent les savoirs relevant des disciplines dominant ce milieu, la divination et l'exorcisme.  
Selon N. Ayali-Darshan il y a eu un récit initial d’Enūma eliš qui suit principalement la trame des récits de combat du dieu de l'Orage levantin contre la Mer (cycle de Baal), auquel auraient été interpolés dans une édition postérieure des éléments issus des récits mésopotamiens de combat du dieu Ninurta, et de cosmogonie et d'anthropogonie (notamment repris d'Atrahasis), ce qui expliquerait certaines incohérences du texte. Des passages de répétitions et reprises viennent après ces interpolations pour les reconnecter à la trame du récit. Ces ajouts constituent la principale innovation du récit par rapport à ses antécédents du même genre. Ces emprunts renvoient au but théologique du récit et au moment charnière de l'histoire religieuse mésopotamienne dans laquelle il s'inscrit manifestement. Enūma eliš peut être vue comme un « recyclage » de diverses traditions mythologiques antérieures, en particulier celles célébrant la cité de Nippur et ses dieux (Enlil et Ninurta), jusqu'alors dominantes, au profit d'une nouvelle théologie glorifiant Marduk et Babylone,.
L'importance de ces emprunts ne doit donc pas masquer l'aspect original du texte et ses finalités propres. Au contraire, c'est la force du récit, et un tour de force de son ou ses auteur(s), que d'être en mesure d'agencer et de mettre en relation diverses œuvres et des genres de la tradition lettrée mésopotamienne afin de produire un récit unificateur et cohérent,,,.

### Le sens des noms
L'aspect érudit du texte se repère aussi par le fait qu'il est émaillé de jeux de mots et d'écriture et plus généralement des traits d'esprit témoignant d'une réflexion poussée sur les mots employés qui renvoie à la vénérable tradition lexicographique mésopotamienne (les « listes lexicales »). La longue liste des cinquante noms de Marduk qui occupe la majeure partie des deux dernières tablettes et entérine la suprématie de Marduk, reprend la structure des listes de dieux en incluant des explications reposant souvent sur des considérations lexicales,. Elles associent les mots par paires, synonymes, traductions de mots sumériens en akkadien, appartenance au même champ sémantique. Les noms et explications renvoient à divers épisodes des tablettes précédentes, où se retrouvent aussi des mots et expressions employés dans cette section, ce qui n'est probablement pas fortuit. 
Pour prendre un exemple, J. Bottéro interprète ainsi le nom Asari et son explication, à partir des sens possibles en sumérien des syllabes qui composent le nom : « Ainsi, dans Asari, nom donné à Marduk d’après VII : 1 s., on découvrait le « don » (RI), la « culture des champs et jardins » (SAR), la « fondation » (RI) et le « quadrillage » ou « cadastre des champs » (A), etc. Voilà pourquoi, dans les premiers vers de la tablette VI, une telle dénomination de Marduk est explicitée par quelque chose comme le développement suivant : « Du fait qu’on l’appelle Asari, il est (son nom analysé le démontre) le Donateur de l’Agriculture, le Fondateur du quadrillage des champs »... »
Suivant les conceptions de l'époque, nommer est un acte créateur, et la bonne compréhension du sens des noms révèle l'essence des choses nommées, en l'occurrence la nature et l'action de Marduk. Ses noms ont donc une signification qui s'intègre dans le récit et éclaire son message : l'analyse du sens des mots permet d'éclairer les idées proclamées par le texte. En lien avec ces interprétations, l'épilogue d’Enūma eliš le présente explicitement comme une « révélation » (taklimtu) qui doit être enseignée et transmise aux générations postérieures,. Les commentaires qui ont été composés à partir d’Enūma eliš s'intéressent en particulier à ces questions étymologiques. Ils n'indiquent pas forcément le sens qu'a voulu donner l'auteur du texte à ces différents mots, mais ils reflètent au moins la manière d'envisager la fonction de ces mots dans le milieu lettré mésopotamien.

## Aspects théologiques
Enūma eliš est un récit complexe admettant plusieurs niveaux de lecture, révélés par ses différents emprunts et ses similitudes avec de nombreux textes issus de la tradition mésopotamienne. Ils sont néanmoins reliés entre eux et transcendés par son message fondamental, qui est l'élévation de Marduk au statut de dieu suprême. On retrouve dans le texte, emmêlés de manière inextricable, des motifs relevant des mythes de souveraineté, de création et de combat divin.

### La glorification de Marduk (et de Babylone)
Le but principal dans lequel Enūma eliš a été écrit est limpide : « L’Épopée a été composée pour expliquer, soutenir et justifier la suprématie de Marduk dans le panthéon babylonien » (W. Lambert). Il est donc admis que le texte s'interprète avant tout comme une glorification de Marduk, un mythe de souveraineté dont le but est d'exposer pourquoi et comment il est devenu le roi des dieux,,.
Dans l'histoire de la théologie mésopotamienne, Enūma eliš s'intègre dans un basculement qui voit le dieu Marduk et sa cité Babylone ravir le statut suprême au dieu Enlil et à sa cité Nippur. Il s'agit donc de la traduction dans le domaine religieux du fait, politique, que Babylone est devenue la capitale du sud mésopotamien, par son élévation au statut de ville sainte, siège du roi des dieux. En ce sens, l'élévation de Marduk et le message d’Enūma eliš ont pu être interprétés comme le reflet d'un « nationalisme » babylonien. Cette substitution se fait de manière progressive, sans doute à l'initiative du clergé de Marduk avec un appui du pouvoir royal, par le transfert de nombreux éléments de la théologie d'Enlil et de Nippur vers Marduk et Babylone, entre la période kassite (v. 1595-1155) et la période post-kassite (v. 1155-725). Il est généralement considéré que le point de bascule se produit lorsque Nabuchodonosor Ier (1125-1104) ramène la statue de Marduk à Babylone après qu'elle a été emportée par les Élamites dans leur pays. Ce moment est également le meilleur candidat pour la mise au point d’Enūma eliš, sans preuve décisive. Mais il semble que la suprématie de Marduk ne soit pas encore admise dans toute la Babylonie, cela n'étant fait que durant les siècles suivants. 
Le grand perdant de l'histoire, Enlil, n'a quasiment pas de place dans le récit de glorification de Marduk, qui se déroule sans lui : il n'apparaît que vers la fin, pour donner au nouveau roi des dieux son propre titre de « Seigneur des Pays ». Quant à la ville de Nippur, elle n'est même pas mentionnée. Babylone reprend son rôle de centre cosmique du monde, elle est élevée au rang de création divine, supérieure aux autres cités.
La véritable nature du message ressort de manière claire dans les deux dernières tablettes, avec la liste des cinquante noms que se voit octroyer Marduk, qui le voient paré d'attributs et aspects repris à divers dieux. Cette liste semble dérivée de listes de divinités mises au jour sur des sites mésopotamiens, réadaptées pour célébrer la grandeur de Marduk et son rôle souverain, puisque c'est une manière de dire qu'il doit sa position en fin de compte plus à ses qualités propres qu'à sa généalogie, qui est évoquée de manière plus brève dans le début de l’œuvre. Ce catalogue permet de faire un étalage de ses différentes aspects, qui le rendent exceptionnel : son éclat, son autorité, ses pouvoirs prééminents, ses prouesses au combat, sa bonté, sa mansuétude, son sens de la justice, son rôle de garant de la prospérité et de l'abondance, notamment par le biais de l'agriculture et de l'élevage, etc. Ainsi, dans la liste des cinquante noms, Marduk reçoit les noms, et avec eux les identités et attributs de diverses divinités, culminant avec ceux du grand dieu Enlil et aussi de son propre père, Ea. Cela lui permet de devenir, selon les mots de S. Maul, « la somme de tous les dieux »,.

### Un mythe de création
Après sa découverte, Enūma eliš a surtout été perçue comme un mythe de création : le récit a reçu le surnom de « Genèse babylonienne » et plus encore celui d'« Épopée de la création ». Depuis, cet aspect du récit n'est plus vu comme fondamental, même s'il reste important,. De plus, parmi les mythes de création mésopotamiens, c'est le seul à en proposer un traitement systématique et le plus long, incluant à la fois l'origine des dieux et du monde ainsi que leur organisation, et la création de l'être humain. Il reprend pour cela diverses traditions présentes dans des textes en sumérien et en akkadien, comme les listes de dieux ou les « mythes de création » tels que le récit du « Supersage » Atrahasis,
Le thème de la création irrigue tout le texte, n'étant pas seulement limité à la création du monde : 
- il débute par une théogonie, un récit sur l'origine des dieux, qui reprend le principe de listes divines organisées de façon généalogique, mais pour présenter une séquence de dieux originale, qui a pour but principal d'introduire Marduk et sa généalogie, ainsi que les principaux personnages du récit, en commençant par l'antagoniste principal, Tiamat[98] ;
- il comprend une longue cosmogonie, récit sur la création et l'organisation de l'univers, le plus long traitement de ce type dans un texte mésopotamien, qui décrit la création des différentes parties du monde à partir du cadavre de Tiamat, l'organisation des astres, de la société divine, et la création de l'Esharra du Ciel et de l'Esagil de Babylone, destinés à être avec l'Apsû d'Ea les pivots de l'Univers ; cette section confirme le rôle souverain de Marduk, qui décide et dirige la création du Monde[99]
- il comprend un récit d'anthropogonie, création de l'être humain, inclus dans un passage de la cosmogonie : reprenant les traditions mésopotamiennes antérieures (ce passage est un emprunt direct à Atrahasis, lui-même héritier de textes sumériens anciens comme Enki et Ninmah), cette création est l'acte du dieu Ea (Enki dans les textes en sumérien), le père de Marduk, la modification principale apportée par Enūma eliš étant le fait que Marduk prend la décision et détermine la manière de faire, confirmant là encore sa légitimité et son rôle suprême[100],[101].

### Le combat pour la souveraineté
Comme dans bien d'autres traditions mythologiques antiques, les thèmes de souveraineté et de création sont intégrés dans un vaste récit épique de combat divin (théomachie), voyant la lutte entre plusieurs générations de divinités (mythe de succession), ayant pour but final la domination du monde. Celui qui sort victorieux de cette épreuve, issu de la génération la plus jeune, a prouvé de manière incontestable sa capacité et sa légitimité à régner et à organiser l'univers.
Il y a en fait deux théomachies dans Enūma eliš, puisqu'un premier affrontement met aux prises Ea, le père de Marduk, avec le dieu primordial Apsû, époux de Tiamat. Son point de départ dérive du récit du Déluge d’Atrahasis, puisqu'il s'agit du bruit des jeunes générations divines qui perturbent leur ancêtre, qui décide alors de résoudre le problème par leur extermination. Il constitue un prélude au combat central du récit, qu'il annonce par bien des aspects, d'autant plus que la volonté de venger la défaite d'Apsû est une des causes de la décision de Tiamat d'engager à son tour un combat. 
Malgré son importance, la défaite de Tiamat par Marduk prend très peu de place dans le récit, qui préfère s'arrêter longuement sur les préparatifs du combat,. On y reconnaît en général des emprunts importants aux récits de combat du dieu Ninurta (mythe d'Anzû, Lugal-e). Enūma eliš reprend notamment au mythe d'Anzû la lutte pour la détention des Tablettes des destinées. Mais les mythes relatifs à Ninurta ne se concluent pas par son accès à la souveraineté, qui reste la propriété de son père Enlil. En s'appropriant les récits d'un des dieux vénérés à Nippur, c'est là encore une manière de confirmer le transfert de la suprématie depuis l'ancien centre religieux vers Babylone. Le thème du triomphe donnant accès à la royauté est manifestement repris des mythes de la tradition sémitique occidentale narrant la victoire du dieu de l'Orage incarnant la souveraineté et l'ordre (Addu/Baal) sur une divinité personnifiant la Mer (Temtum, Yam(mu)) et incarnant les forces du chaos, qui se retrouve notamment à Ugarit dans le Cycle de Baal et en Égypte avec le mythe dont des fragments sont contenus dans le papyrus d'Astarté, et dont on trouve l'écho dans la Bible hébraïque avec le combat entre Dieu et le Léviathan,,,.

## Réceptions et postérité

### En Mésopotamie
Enūma eliš a rencontré un grand succès dans le milieu lettré de la Mésopotamie antique, qui se reflète par le nombre de copies du texte mises au jour dans les bibliothèques des érudits et les lieux d'enseignement où il avait été intégré au cursus des apprentis scribes,,. C'est le texte mythologico-épique mésopotamien dont le plus grand nombre de copies sont connues, devant l’Épopée de Gilgamesh et l’Épopée d'Erra. Il fait également l'objet de commentaires ésotériques.
Ce récit de glorification de Marduk et de Babylone est également intégré dans la célébration de la royauté babylonienne, puisqu'il est récité lors de la fête akitu qui a lieu au Nouvel An à Babylone (et également lors d'une autre fête qui a lieu au début du mois de kislimu). Cet ensemble de rituels, qui se déroule sur onze ou douze jours, est principalement dédié au dieu Marduk et à la royauté babylonienne, puisqu'il voit le souverain babylonien être confirmé dans ses fonctions par le dieu, véritable maître du royaume. La récitation prend place dans l'Esagil, au matin du quatrième jour de la fête, devant la statue du dieu Marduk, alors que la couronne d'Anu et le trône d'Enlil sont recouverts. On ne sait pas quand se produit cette intégration du récit à cette fête religieuse bien plus ancienne. Selon certains spécialistes, le déroulement du rituel prend la forme du récit d’Enūma eliš. La récitation du texte dans le cadre du rituel est en tout cas expliquée par le fait qu'il est devenu une sorte de « texte sacré » du culte de Marduk, ou du moins parce qu'il célèbre la grandeur du dieu qui est la principale figure de la fête. La plus ancienne attestation de sa présence dans le rituel date du VIIIe siècle av. J.-C., dans un contexte assyrien, où le modèle babylonien a été repris (voir ci-dessous) ; dans ce contexte au moins, le roi est vu comme l'incarnation du dieu, rejouant peut-être pour l'occasion la défaite de Tiamat. Les descriptions les plus détaillées du rituel datent de l'époque hellénistique (IIIe – IIe siècle av. J.-C.), alors que le rituel n'est plus pratiqué, et ne reflètent pas forcément la réalité de l'époque de la royauté babylonienne.
La réception d’Enūma eliš en Assyrie présente une autre forme d'imbrication entre ce texte et les enjeux politiques. De nombreuses copies du récit ont été mises au jour dans ce pays, alors qu'il s'agit de la glorification du dieu des Babyloniens, avec lesquels les Assyriens entretiennent des rapports ambivalents : ils sont souvent leurs ennemis, mais sont aussi très marqués par la culture babylonienne. Des inscriptions des rois Sargon II et Sennachérib reprennent des passages d’Enūma eliš, car cela concorde avec leur idéologie impériale et conquérante. Dans certaines des copies du texte mises au jour en Assyrie et datées de la même période, Marduk est remplacé par Assur, le dieu national assyrien (et Babylone par la cité d'Assur), de manière que celui-ci prenne la position de dieu suprême qu'il a dans la théologie assyrienne. En pratique, cela suppose une réécriture de certaines parties du texte, Assur étant assimilé au dieu Anshar de la version originale, fils de Lahmu et de Lahamu, ce qui entraîne un raccourcissement de la généalogie divine puisque le couple Ea-Damkina, parents de Marduk, disparaît. Il est généralement considéré que cela se produit sous le règne de Sennachérib, grand ennemi de Babylone qu'il fait détruire après une révolte, emportant la statue de Marduk dans son pays. Le fait que peu de copies de cette version aient été retrouvées semble néanmoins indiquer que le phénomène est resté marginal et concentré dans les milieux érudits,. Cela s'accompagne néanmoins d'autres changements participant à l'affirmation de la supériorité du dieu Assur sur Marduk : le rite akitu babylonien est adapté à l'Assyrie avec la récitation du texte et la représentation du combat d'Assur contre Tiamat sur les portes du temple servant au rituel ; un commentaire relié à cette fête, l’Ordalie de Marduk, est une œuvre de propagande dont la compréhension est difficile, qui semblerait réinterpréter le rituel comme symbolisant la captivité de Marduk ; d'autres textes sur Marduk semblent retravaillés dans le même but. Quoi qu'il en soit ces tentatives ont eu un impact limité et semblent avoir fait long feu, les rois assyriens succédant à Sennachérib témoignant plus de respect envers Marduk et son culte.
Après la chute du royaume de Babylone en 539, Enūma eliš continue d'être recopié dans le milieu des lettrés du temple de Marduk à Babylone jusqu'aux débuts de notre ère. Un des prêtres du dieu Marduk, Bérose, rédige en grec les Babyloniaka, un texte sur l'histoire et la culture babyloniennes, connu par des fragments, intégrant une version abrégée d’Enūma eliš. Elle comprend néanmoins une fin différente, puisque dans le récit qui nous en est parvenu les humains sont créés à partir du sang de Marduk, qui s'est sacrifié après avoir créé le monde,. Dans la cité d'Uruk, où le dieu Marduk n'a pas d'ancrage local et devient même une figure honnie par au moins certains lettrés, le texte n'est apparemment plus copié après le VIe siècle av. J.-C..

### Dans les autres civilisations antiques
En tant que texte majeur du milieu lettré babylonien du Ier millénaire av. J.-C., il est fort probable qu’Enūma eliš ait été connu des rédacteurs des textes de la Bible hébraïque, en particulier ceux qui ont rédigé le Livre de la Genèse. Selon E. Frahm, le récit des origines de ce dernier (chapitre 1 à 11) s'inspire directement des passages d’Enūma eliš relatifs à l'origine du monde (tablette I, 1 à 20) et à la fondation de Babylone (tablette VII, 39 à 81), ce dernier présentant des ressemblances frappantes avec le passage sur la construction de la tour de Babel.
D'incontestables similitudes existent entre les mythes proche-orientaux de souveraineté présentant des conflits entre générations de divinités (Enūma eliš, mais aussi le cycle de Kumarbi et le cycle de Baal) et la Théogonie d'Hésiode, qui est fondamentalement un récit sur la manière dont Zeus est devenu le roi des dieux, intégrant comme Enūma eliš dans un récit composite des généalogies divines, des théomachies et une description de la répartition des charges divines. Cela ne signifie pas pour autant qu'il y a eu un emprunt direct à Enūma eliš, puisque le fait que ce motif mythologique soit répandu dans tout le Moyen-Orient implique que d'autres canaux de transmission vers le monde grec ont pu exister (notamment les mythes anatoliens), ou alors qu'il s'agit plus largement de motifs partagés par les poètes des cultures de la Méditerranée orientale et du Proche-Orient depuis l'âge du bronze,,,.
Plusieurs sources indiquent que le mythe circule encore au Proche-Orient durant les premiers siècles de notre ère, sans doute sous des formes remaniées. Dans la ville syrienne de Palmyre, où Marduk est vénéré sous le nom de Bêl et son fils Nabû sous celui de Nebo, un bas-relief représente la défaite de Tiamat, vaincue par deux dieux sur un chariot qui doivent correspondre à Bêl et Nebo. Il est possible que ce bas-relief s'inscrive dans le cadre des célébrations d'une fête similaire à l’akitu babylonien, ayant lieu au Nouvel An, au mois de Nissanu. D'autres témoignages indiquent qu'un mythe est récité à Édesse vers 500 de notre ère, dans le cadre du culte de Bêl et de Nebo, qui correspond potentiellement à une version tardive d’Enūma eliš.
Mais l'indication la plus remarquable du fait que des variantes du mythe circulent encore dans l'Antiquité tardive vient d'un texte du philosophe néo-platonicien Damascios (v. 438-533), probablement originaire de Syrie et devenu le recteur de l'école philosophique d'Athènes, avant sa fermeture par l'empereur Justinien dans le cadre de la répression des derniers cultes païens. Son traité Questions et solutions sur les premiers principes comprend une courte description du début du récit d’Enūma eliš qui est très proche de la version babylonienne, certes réinterprétée dans une veine néo-platonicienne,. Il devait donc encore exister à cette période des versions du mythe, circulant en grec ou en araméen,.

### Période moderne
Aussitôt après sa redécouverte et les premières traductions et analyses, Enūma eliš est lu sous le prisme biblique, comme l'indique le fait qu'il a pu être qualifié de « Genèse babylonienne », et d'une manière générale comme un récit de création. Cela donne notamment lieu entre la fin du XIXe siècle et le début du XXe siècle à des propositions selon lesquelles les auteurs de la Bible hébraïque se seraient inspirés des mythes babyloniens. Les plus radicaux sont les tenants du « Pan-babylonisme », qui considèrent que Babylone a donné l'essentiel de leur civilisation aux Hébreux, niant leur originalité. Cette approche est notamment promue par l'assyriologue Heinrich Zimmern (Biblische und Babylonische Urgeschichte, 1901), qui estime qu'il existe un récit de mort et de résurrection de Marduk qui serait à l'origine de la Passion du Christ. Ces interprétations sans fondement solide sont rapidement délaissées. Parmi les œuvres de la recherche vétéro-testamentaire importantes de la période, Hermann Gunkel (Schöpfung und Chaos in Urzeit und Endzeit, 1895) met en évidence les parallèles entre le mythe babylonien et des passages de la Bible hébraïque comme le combat de Dieu contre des monstres marins tels que le Leviathan, ouvrant la voie à des études comparatistes qui se sont poursuivies depuis,.
Par la suite la fonction première d’Enūma eliš, la glorification du dieu Marduk, a été démontrée par les assyriologues et reconnue, et d'autres aspects ont été explorés, notamment la manière dont le récit est construit et son style littéraire. Bien qu'il soit reconnu dans le milieu assyriologique comme une œuvre maîtresse de la littérature mésopotamienne, en dehors de ce cadre il est loin de bénéficier de la popularité et de la reconnaissance littéraire dont jouit l’Épopée de Gilgamesh,.
Il y a donc très peu de références au récit dans la culture populaire, qui n'ont du reste assez souvent qu'un rapport éloigné avec le propos du texte antique, puisque Marduk n'y figure pas : 
- Le texte a servi de sources d'inspiration à quelques groupes musicaux de black métal et de pagan folk, qui ont composé des chansons intitulées Enuma Elish ou Epic of Creation, qui font plutôt référence à l'aspect théogonie/cosmogonie du texte babylonien[136].
- Le texte a servi, avec d'autres mythes mésopotamiens, d'inspiration à des travaux pseudo-scientifiques (en lien avec les « Anciens astronautes »), tels ceux de Zecharia Sitchin qui interprète les combats d’Enūma eliš comme une référence à des phénomènes astronomiques impliquant les astres nommés Tiamat, Qingu et Nibiru (Marduk dans son aspect astral)[137],[138].
- Dans la franchise japonaise de jeux vidéos, animes et mangas Fate, Enuma Elish est le nom de l'arme de l'esprit héroïque Gilgamesh[139], le rapport avec l’œuvre originale étant dès lors très ténu[140]. Dans Fate/Grand Order, Tiamat et ses monstres, dont Kingu, font partie des antagonistes.

### Traductions
- Jean Bottéro et Samuel N. Kramer, Lorsque les dieux faisaient l'Homme, Paris, Gallimard, coll. « NRF », 1989, p. 602-679
- (en) Benjamin R. Foster, Before the Muses: an Anthology of Akkadian Literature, Bethesda, CDL Press, 2005, p. 436-486
- Philippe Talon, Enūma Eliš : the standard Babylonian creation myth, Helsinki, The Neo-Assyrian text corpus project, 2005
- (de) Thomas R. Kämmerer et Kai A. Metzler, Das babylonische Weltschöpfungsepos Enūma elîš, Münster, Ugarit Verlag, 2012
- (en) Wilfried G. Lambert, Babylonian Creation Myths, Winona Lake, Eisenbrauns, 2013
- Philippe Talon et Stéphanie Anthonioz, Enūma eliš, « Lorsqu'en haut... », Paris, Les Editions du Cerf, coll. « Littératures anciennes du Proche-Orient » (no 22), 2019

### Analyses
- (en) Thorkild Jacobsen, The Treasures of Darkness : A History of Mesopotamian Religion, New Haven, Yale University Press, 1976, p. 167-191
- (en) Wilfried G. Lambert, « Mesopotamian Creation Stories », dans Markham J. Geller et Mineke Schipper (dir.), Imagining Creation, Leyde, Brill, 2008, p. 15-59
- (en) Eckart Frahm, « Counter-texts, commentaries, and adaptations: politically motivated responses to the Babylonian Epic of Creation in Mesopotamia, the Biblical world and elsewhere », Orient, no 45,‎ 2010, p. 8-13
- (en) Andrea Seri, « The Role of Creation in Enūma eliš », Journal of Ancient Near Eastern Religions, no 12,‎ 2012, p. 4-29
- (de) Gösta Gabriel, enūma eliš - Weg zu einer globalen Weltordnung : Pragmatik, Struktur und Semantik des babylonischen "Lieds auf Marduk", Tübingen, Mohr Siebeck, 2014
- (de) Stefan Maul, « Kosmologie und Kosmogonie in der antiken Literatur: Das sog. babylonische Weltschöpfungsepos enūma eliš », dans Michael Erler, Therese Fuhrer et Pascale Derron (dir.), Cosmologies et cosmogonies dans la littérature antique, Genève, Vandoeuvres, Fondation Hardt, 2015 (lire en ligne), p. 15–49
- Maria Grazia Masetti-Rouault, « Littérature, mythe et idéologie : mythes et modèles des récits de la création du monde - Lecture de l’Enuma Elish 1 », Annuaire de l'École pratique des hautes études (EPHE), section des sciences religieuses, vol. 126,‎ 2019, p. 85-102 (DOI 10.4000/asr.2538, lire en ligne)
- Maria Grazia Masetti-Rouault, « Littérature, mythe et idéologie : mythes et modèles des récits de la création du monde - Lecture de l’Enuma Elish 2 », Annuaire de l'École pratique des hautes études (EPHE), section des sciences religieuses, vol. 127,‎ 2020, p. 21-38 (DOI 10.4000/asr.3227, lire en ligne)
- (en) Silvia Gabrieli, « Enuma Elish: A Glorious Past and a Curious Present », dans Chiara Meccariello et Jennifer Singletary (dir.), Uses and misuses of Ancient Mediterranean sources, Tübingen, Mohr Siebeck, 2022, p. 285-302